# Chiesa di San Nazario (Cantarana)
La chiesa di San Nazario di Cantarana è nata per devozione popolare tra il XIV e il XV secolo, è ubicata su un'altura che dà sulla valle Maggiore sulla collina detta del Bricco Grosso.

## Storia
Non vi sono documenti che attestino la sua origine, il primo documento che ne parla è un catasto ma pare sia stata edificata per devozione nei confronti di San Nazario, che in questo luogo, per secoli, è stato invocato quale protettore dei bambini ammalati di ruffa ovvero crosta lattea.
Essendo edificata in luogo appartato dal centro abitato divenne dimora di un eremita sino ai primi decenni del XX secolo.
Diffusissimo fino all'Ottocento il “pellegrinaggio” a questa cappella e ne sono testimonianza ancora oggi i numerosi ex voto ancora presenti nella chiesa nonostante siano stati in larga parte distrutti.

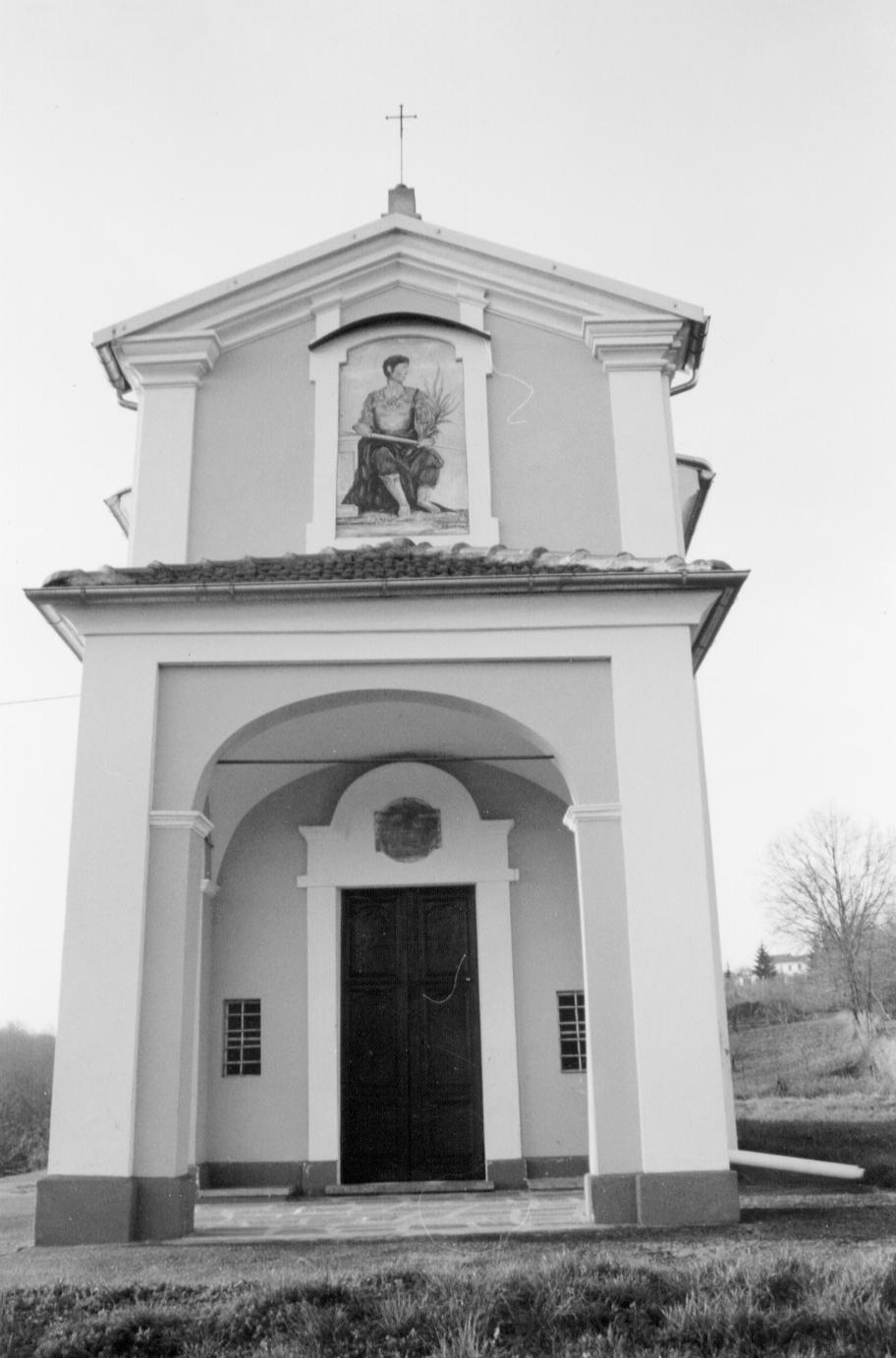
Facciata di San Nazario.

Verso la fine del Seicento la popolazione impossibilitata a mantenere decorosa la chiesa visto anche il crescente numero di devoti, la cede al conte di Cantarana Baldovino V Malabaila, con l'obbligo da parte del conte di mantenerla in ordine di provvedere a nominare un nuovo eremita.
Seri lavori di Ristrutturazione avvengono nel 1786 ad opera del conte di Cantarana Ercole Cacherano d'Osasco (sindaco di Torino 1792 – 1793)  che ricostruisce la chiesa dandogli l'attuale struttura barocca.
Rimane di proprietà della famiglia fino alla fine del XIX secolo. Poi la popolazione se ne fa ancora carico fino ai giorni nostri. Anche se è curioso rilevare che la famiglia Cacherano non l'ha mai formalmente venduta e pertanto non esiste un atto di vendita in nessun archivio.

## Architettura e arte
La chiesa si presenta con una struttura ad una navata in stile barocco. È senza dubbio l'esempio di chiesa campestre in questo stile meglio conservata di tutta la provincia di Asti. Posta su un'altura oggi circondata da colture, ma un tempo in un bosco, ha una piccola cella campanaria e una sacrestia che quando c'era l'eremita aveva una soppalcatura e fungeva anche da abitazione. Attualmente si può ancora vedere la conformazione dell'eremo.
Al suo interno troviamo un quadro della fine del XVIII secolo raffigurante san Nazario e al suo interno è custodito un pregiato ex voto attribuibile al pittore astigiano Michelangelo Pittatore.

## Leggende
Si narra che nei pressi della chiesa fossero sepolti i defunti della nobile famiglia Malabaila (poi Cacherano) titolari della chiesa.
Più verosimilmente vi furono sì delle tombe, trovate dai contadini durante i lavori nei campi, ma si possono riferire a quelle degli eremiti.